# Phaius mannii
Espèce
Phaius mannii est une espèce de plantes à fleurs de la famille des Orchidaceae (les orchidées) et du genre Phaius, présente sur l'île de Sao Tomé (Sao Tomé-et-Principe), au Gabon et en République démocratique du Congo.